# Yet to Come (The Most Beautiful Moment)
Yet to Come (The Most Beautiful Moment)은 대한민국의 보이 밴드 방탄소년단의 노래이다. 2022년 6월 10일에 빅히트 뮤직와 소니 뮤직 엔터테인먼트를 통해 첫 번째 앤솔로지 음반 Proof의 리드 싱글로서 발매되었다. Life goes on 이후로 한국의 첫 오리지널 싱글곡이다.

## 배경과 작곡
2022년 5월 6일, 방탄소년단은 노래를 발표하고 아트워크를 공개했다. 노래의 타이틀은 "The Most Beautiful Moment in Life"(생애 가장 아름다운 순간) 시리즈, 이른바 "HYYH" 시대를 가리킨다. 이 시대는 여러 단편 영화들과 20개의 서로 연결된 뮤직 비디오를 통해 실현된 스토리라인으로 구성되었다. 이 노래는 앤솔로지 음반 Proof의 새로운 3개의 곡들 가운데 하나로서 발표되었다.
가사에 따르면 이 그룹은 지난 9년의 경력을 반영하고 미래를 바라보고 있다.